# Luxora
Luxora è un comune (city) degli Stati Uniti d'America della contea di Mississippi nello Stato dell'Arkansas. La popolazione era di 1 178 abitanti al censimento del 2010.

## Geografia fisica
Luxora è situata a 35°45′25″N 89°55′47″W (35.756954, -89.929616).
Secondo lo United States Census Bureau, ha un'area totale di 0,86 mi² (2,23 km²).

## Società

### Evoluzione demografica
Secondo il censimento del 2010, la popolazione era di 1 178 abitanti.

### Etnie e minoranze straniere
Secondo il censimento del 2010, la composizione etnica della città era formata dal 34,72% di bianchi, il 61,21% di afroamericani, lo 0,68% di nativi americani, lo 0,08% di asiatici, il 2,12% di altre razze, e l'1,19% di due o più etnie. Ispanici o latinos di qualunque razza erano il 4,58% della popolazione.